# Shirley Curry
Shirley Curry, née le 2 avril 1936,  également connue sous son surnom de Skyrim Grandma (« la grand-mère de Skyrim » en français), est une YouTubeuse et joueuse de jeux vidéo américaine. Elle a gagné en popularité grâce à ses vidéos de gameplay du jeu The Elder Scrolls V: Skyrim.

## Biographie
Shirley Curry travaille comme secrétaire, dans une fabrique de bonbons, et pendant plusieurs années comme associée dans une branche de la marque Kmart spécialisée dans les vêtements pour femme. Elle prend sa retraite à 55 ans, en 1991.
Shirley Curry se lance dans les jeux vidéo après que son fils lui apprend à jouer à Civilization II, un jeu vidéo de stratégie au tour par tour sorti en 1996. En 2011, elle rejoint YouTube pour suivre des chaînes de jeux vidéo et en 2015, elle met en ligne sa première vidéo sur le jeu Skyrim. En 2020, plus de 900 000 abonnés la suivent sur YouTube. Après que ses fans lancent une pétition pour l'inclure dans le jeu suivant de la série, le studio créateur de la franchise Elder Scrolls, Bethesda Softworks, promet de l'inclure en tant que personnage non joueur dans The Elder Scrolls VI,,,.
En 2022, Shirley Curry subit un accident vasculaire cérébral (AVC) pendant son sommeil, et oublie comment jouer au jeu Skyrim. Bien qu'elle ait exprimé sa frustration et ses peurs d'avoir perdu ses capacités de jeu, car jouer faisait partie son quotidien ces dernières années, elle commence à se remettre de l'AVC et exprime dans des interviews de l'espoir pour l'avenir,. Après l'annonce de la nouvelle, beaucoup de ses fans s'unissent pour lui souhaiter bonne santé et Bethesda Softworks lui envoie un bouquet de fleurs.
Fin avril 2022, durant une série de questions réponses durant une convention où l'on demande à Shirley Curry ce qu'elle demanderait au directeur de The Elder Scrolls VI, elle déclare qu'elle lui demanderait un bon jeu, et de se dépêcher de le sortir pour qu'elle puisse y jouer avant de mourir. 

## Vie privée
Shirley Curry a quatre enfants, neuf petits-enfants et trois arrière-petits-enfants.